# Xã Marion, Quận Hardin, Ohio
Xã Marion (tiếng Anh: Marion Township) là một xã thuộc quận Hardin, tiểu bang Ohio, Hoa Kỳ. Năm 2010, dân số của xã này là 2.440 người.